# Bandera de Portoviejo
La bandera de la ciudad de Portoviejo y del Cantón Portoviejo se define el 27 de enero de 2006 en el Concejo Municipal del Cantón Portoviejo. Es una creación artística realizada por el pintor guayaquileño Tomás Chávez Valenzuela, motivado por un concurso planteado por la alcaldía y el Consejo Municipal del Cantón en la década de 1960. Dicho concurso tenía como objetivo definir los símbolos de la ciudad: el himno, la bandera, y el escudo de armas. Esta fue manifestada como la bandera ganadora; sin embargo, no fue anunciada como oficial de la ciudad de Portoviejo sino hasta la fecha mencionada anteriormente. Se compone de un rectángulo de proporción 1:2 que se divide en 4 rectángulos iguales.
- En el cuartel superior izquierdo se encuentra la Bandera de Guayaquil pero sin sus tres estrellas, a cuya proclama de independencia del 9 de octubre de 1820 que se adhirió la ciudad de Portoviejo, es un homenaje a la influencia que tuvo Guayaquil en las ciudades manabitas.
- El cuartel superior derecho es de color verde sólido y representa la exuberancia del valle de la zona.
- El cuartel inferior izquierdo es rojo y simboliza la sangre derramada los héroes locales y nacionales que lucharon con pasión y valentía por la libertad y la justicia.
- El cuartel inferior derecho es blanco y representa la nobleza, pureza e integridad del alma, el espíritu y el pensamiento de los portovejenses; y además al cielo limpio y radiante que distingue los albos amaneceres del lugar.[3]

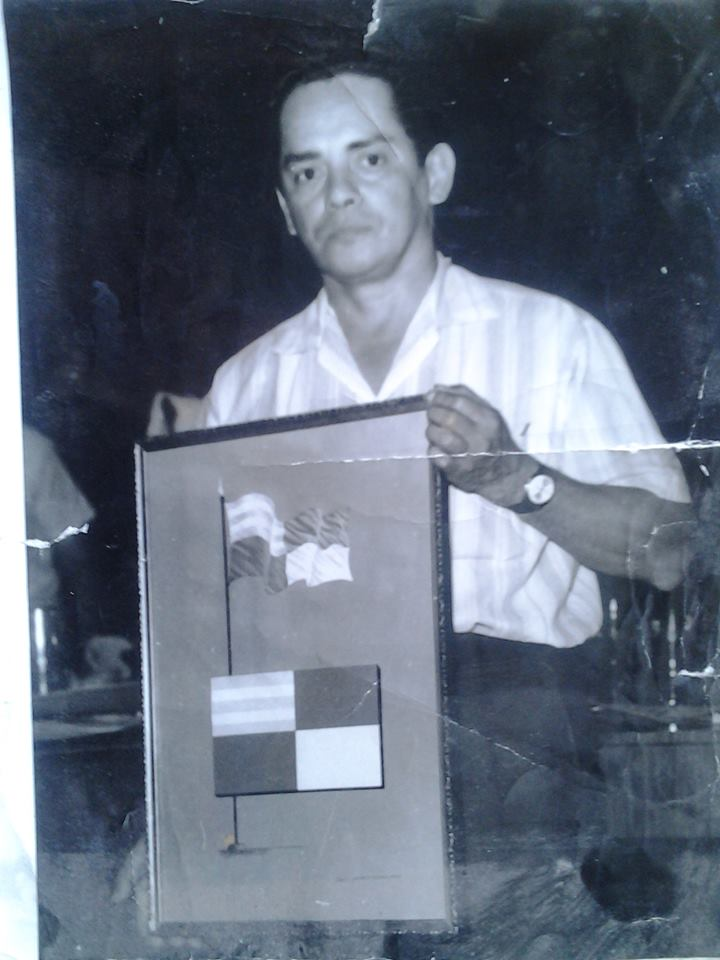